# RBS TV Uruguaiana
RBS TV Uruguaiana é uma emissora de televisão brasileira sediada em Uruguaiana, cidade do estado do Rio Grande do Sul. Opera no canal 13 (34 UHF digital), e é afiliada à TV Globo. A emissora integra a RBS TV, rede de televisão pertencente ao Grupo RBS.

## História
A emissora foi fundada em 2 de abril de 1974 por Maurício Sirotsky Sobrinho, como a sexta emissora da rede comandada pela TV Gaúcha de Porto Alegre. Naquela época, o sinal vindo da capital chegava em condições precárias, e a solução encontrada foi transmitir toda a programação local em videotape, o que gerava um atraso de um dia em relação à transmissão original.
Anos mais tarde, estes problemas de sinal foram sanados após uma melhora nos enlaces de micro-ondas e posteriormente com a transmissão via satélite. Em 1 de outubro de 1983, a TV Uruguaiana passou a se chamar RBS TV Uruguaiana, com a padronização das emissoras da RBS TV no Rio Grande do Sul e em Santa Catarina.

## Sinal digital
| Canal virtual | Canal digital | Resolução de tela | Programação                                        |
| ------------- | ------------- | ----------------- | -------------------------------------------------- |
| 13.1          | 34 UHF        | 1080i             | Programação principal da RBS TV Uruguaiana / Globo |

A emissora iniciou suas transmissões digitais em 25 de abril de 2014, através do canal 34 UHF para a cidade de Uruguaiana e áreas próximas. Até 2019, ano em que deixou de produzir programas locais, a emissora não exibia sua programação em alta definição, com exceção do que era transmitido pela RBS TV e pela TV Globo.
Transição para o sinal digital
Com base no decreto federal de transição das emissoras de TV brasileiras do sinal analógico para o digital, a RBS TV Uruguaiana cessou suas transmissões pelo canal 13 VHF em 30 de julho de 2021. O sinal da emissora foi interrompido às 23h59, durante a exibição do Jornal da Globo.

## Programas
A emissora produziu, até 31 de julho de 2019, um bloco local do Jornal do Almoço com 20 minutos de duração, na época apresentado por Elenice Vieira. Em 19 de agosto, passou a retransmitir o bloco regional do telejornal gerado pela RBS TV Santa Maria , apresentado por Juliana Motta. O restante da programação é composta pelos programas gerados pela RBS TV Porto Alegre e pelos programas da TV Globo.

## Retransmissoras
- Alegrete - 7 VHF / 34 UHF digital
- Barra do Quaraí - 7 VHF
- Itaqui - 3 VHF / 33 UHF digital
- Maçambará - 7 VHF
- Manoel Viana - 10 VHF / 12 (23 UHF)
- Passo Novo (Alegrete) - 8 (36 UHF)
- Quaraí - 7 VHF / 33 UHF digital
- São Borja - 8 VHF / 35 UHF digital